# Olympische Winterspiele 2014/Teilnehmer (Osttimor)
| Gelbes Symbol für Goldmedaillen mit stilisierten Olympischen Ringen | Graues Symbol für Silbermedaillen mit stilisierten Olympischen Ringen | Braundes Symbol für Bronzemedaillen mit stilisierten Olympischen Ringen |
| ------------------------------------------------------------------- | --------------------------------------------------------------------- | ----------------------------------------------------------------------- |
| —                                                                   | —                                                                     | —                                                                       |

Osttimor nahm 2014 erstmals bei Olympischen Winterspielen teil.

## Eröffnungsfeier
Fahnenträger bei der Eröffnungsfeier war der Slalomläufer Yohan Goutt Goncalves. Mit ihm liefen in das Olympiastadion Sotschi sein mazedonischer Trainer, die Mutter von Yohan und ein Ehepaar, das mit der Familie befreundet ist und den osttimoresischen Olympioniken bereits in jungen Jahren beim Skifahren begleitet hat.

## Teilnehmer nach Sportarten

### Ski Alpin
- Yohan Goutt Goncalves
  - Slalom: 43. Platz